# Ларанжеирас
Ларанжеирас (порт. Laranjeiras: стабла наранџе) је, углавном, резиденцијална четврт у јужној зони Рио де Жанеира. Будући да је основано још у 17. вијеку, ово је једно од најстаријих четврти у граду. Чертврт се налази у долини ријеке Кариока, па је имала име долина Кариоке.
Од значајнијих објеката, у Ларанжерајсу се налазе Паласио Гуанабара - сједиште владе, Паласио Ларанжеирас, сједиште фудбалског клуба Флуминензе и његов стадион Ларанжеирас, као и парк Guinle. 
Ларанжеирас има директну везу са четврти Cosme Velho. 